# Distretto di Jung (Ulsan)
Jung (Hangŭl: 중구; Hanja: 中區) è un distretto di Ulsan. Ha una superficie di 37 km² e una popolazione di 235.487 abitanti al 2006.